# Verónika Mendoza

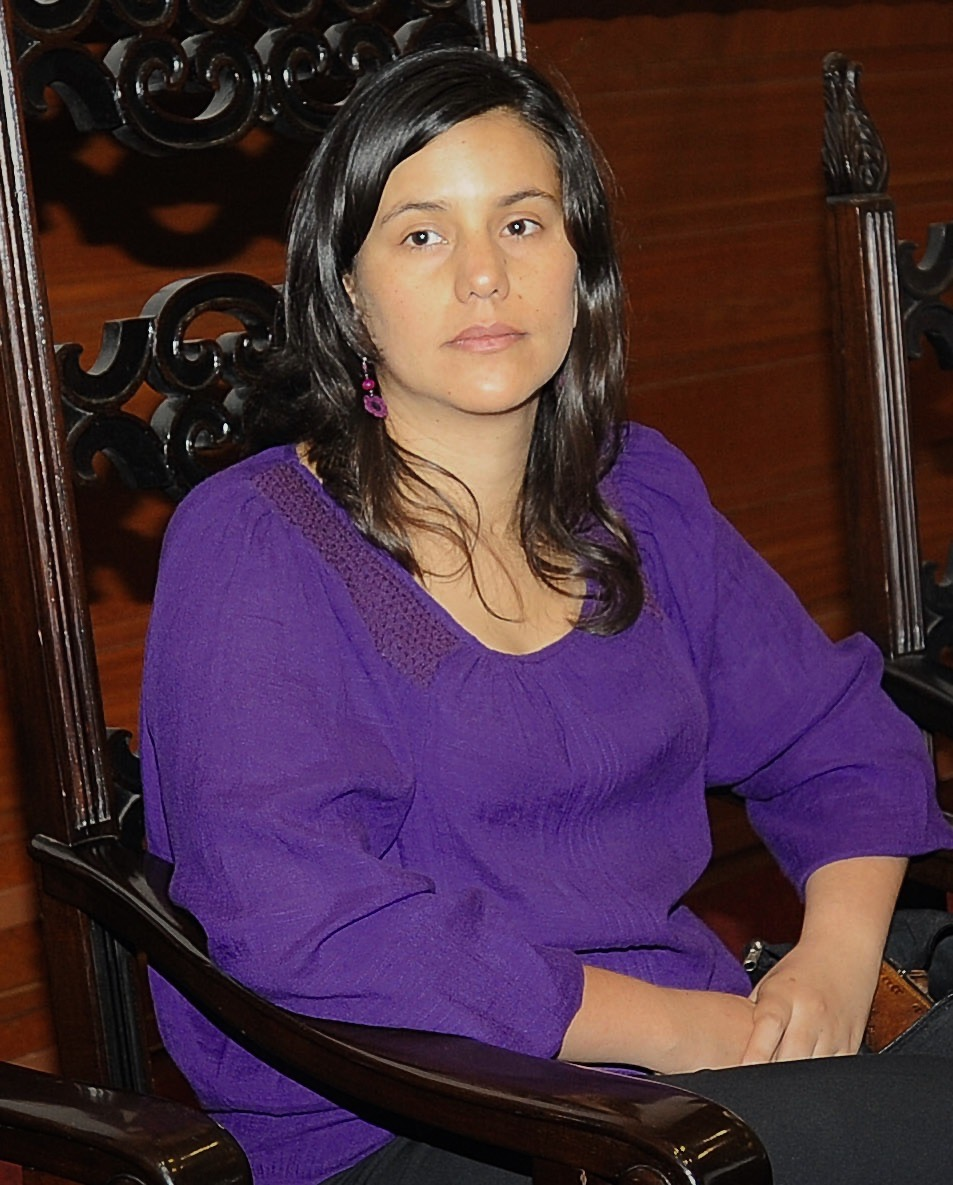
Verónika Mendoza Frisch, 2012

Verónika Fanny Mendoza Frisch (* 9. Dezember 1980 in Cusco) ist eine peruanische Psychologin, Lehrerin und Politikerin. In der Legislaturperiode vom 26. Juli 2011 bis zum 26. Juli 2016 war sie für die Wahlkoalition Gana Perú Vertreterin der Region Cusco im peruanischen Kongress. Bei den Präsidentschaftswahlen 2016 in Peru kam sie als Kandidatin von Frente Amplio por Justicia, Vida y Libertad mit 18,8 % auf den dritten Platz.

## Leben
Verónika Mendoza wurde am 9. Dezember 1980 im Distrikt San Sebastián in der Provinz Cusco als Tochter des Peruaners Marcelino Mendoza und der Französin Gabrielle Marie Frisch D'Adhemar geboren. Deshalb besitzt sie neben der peruanischen auch die französische Staatsbürgerschaft.

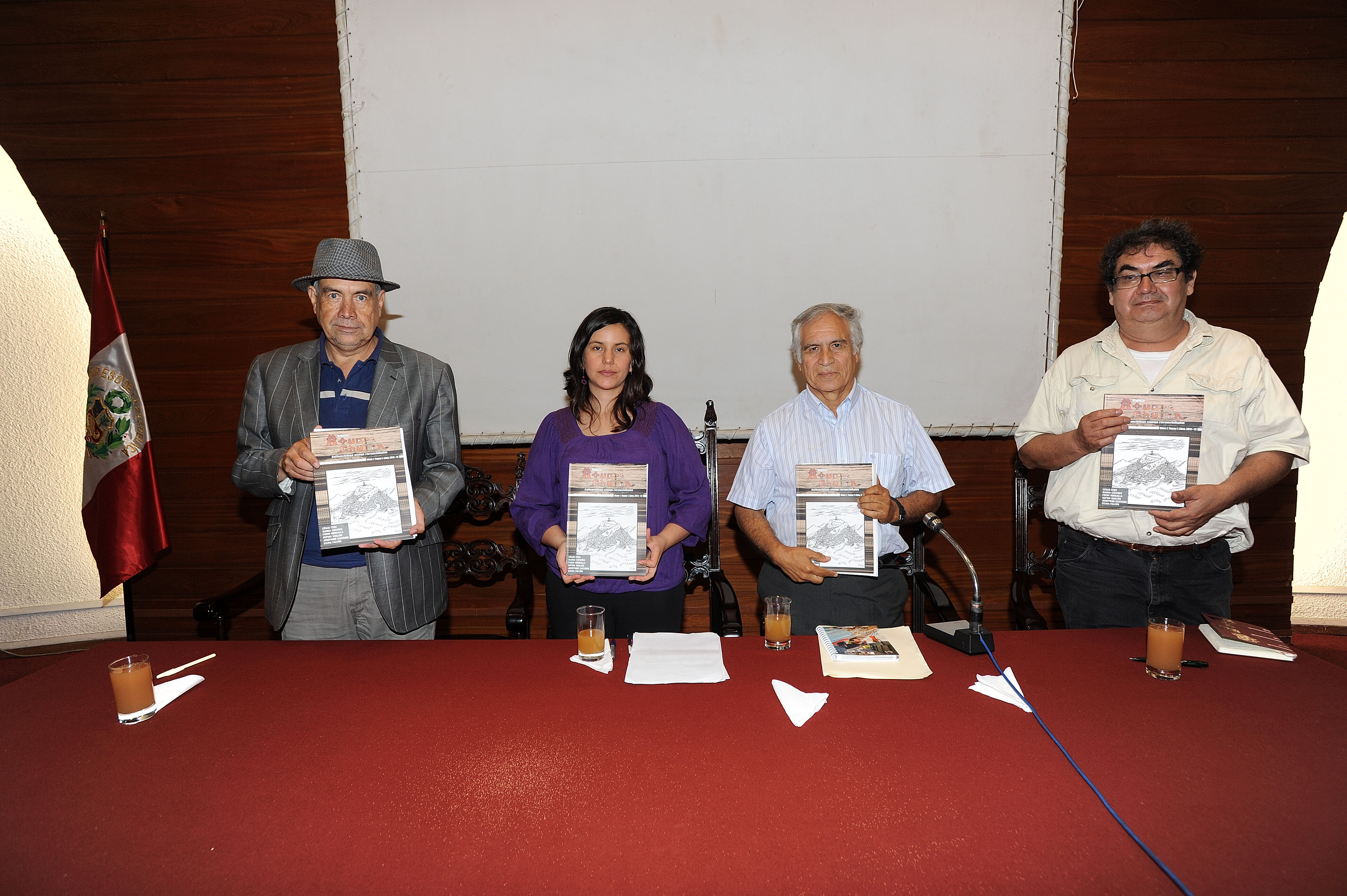
Verónika Mendoza Frisch mit Hugo Carrillo Cavero bei der Präsentation der neuen Quechua-Literaturzeitschrift Atuqpa Chupan, 2012

Sie besuchte das Colegio Virgen del Carmen in Cusco. Sodann studierte sie in Paris an der Universität Paris-Diderot bis 2003 Psychologie und anschließend Sozialwissenschaften an der Universität Paris III – Sorbonne Nouvelle, wo sie 2006 als Maîtrise (Magistra) abschloss. Schließlich nahm sie noch ein Studium der Erziehungswissenschaften mit dem Fach Spanisch an der Nationalen Fernuniversität (Universidad Nacional de Educación a Distancia) mit Sitz in Madrid auf, das sie 2009 abschloss. Mendoza war als Spanischlehrerin tätig, unter anderem am Centre Acadomia Prépa Paris, bei der Asociación Pukllasunchis (Cusco-Quechua: „Lasst uns spielen“) in Cusco in Lerngruppen mit interkultureller zweisprachiger Erziehung und als Professorin der Universidad Nacional del Altiplano in Puno.
Bei den peruanischen Parlamentswahlen 2011 erreichte Mendoza, Mitglied der Peruanischen Nationalistischen Partei (PNP), als Kandidatin für die Wahlkoalition Gana Perú in der Region Cusco 47.088 Stimmen und zog für die Zeit vom 26. Juli 2011 bis zum Juli 2016 in den peruanischen Kongress ein. Sie wurde 2011 stellvertretende Vorsitzende des Parlamentsausschusses für Kultur und Kulturerbe. Sie gehört zudem dem Ausschuss für andine, amazonische und afroperuanische Völker, für Umwelt und Ökologie an. Sie beteiligt sich an einer Kampagne für die Verteidigung von Wasser- und Landrechten. In diesem Rahmen unterstützte Mendoza Proteste indigener Quechua-Gemeinden in der Provinz Espinar gegen den Ausbau eines Kupferbergwerks des Bergbauunternehmens Xstrata in Tintaya. Nachdem die Polizei gewaltsam gegen die Protestierenden vorgegangen war und zwei Menschen getötet hatte, verließ Mendoza am 4. Juni 2012 aus Protest die Regierungsfraktion Gana Perú des Präsidenten Ollanta Humala. Kurz darauf wurde sie Mitglied der neuen oppositionellen Fraktion Acción Popular – Frente Amplio.
Im links-ökologisch orientierten Parteienbündnis Frente Amplio por Justicia, Vida y Libertad wurde Verónika Mendoza im Oktober 2015 zur Präsidentschaftskandidatin für 2016 gewählt. In der ersten Runde der Präsidentschaftswahlen am 10. April 2016 erreichte sie 18,8 % der gültigen Stimmen und kam als Drittplatzierte nicht in die zweite Runde. Am 1. Juni 2016, kurz vor der zweiten Runde am 5. Juni 2016, rief Mendoza dazu auf, zur Verhinderung einer Rückkehr des Fujimorismo nicht für Keiko Fujimori und deshalb – trotz starker politischer Gegensätze – für Pedro Pablo Kuczynski zu stimmen. Hierzu wandte sie sich auch auf Quechua an die Bewohner ihrer Heimatregion. Nach dem Sieg Kuczynskis hob Mendoza jedoch hervor, dass sie mit ihrer Fraktion Frente Amplio in Opposition stehen werde.
An den Wahlen 2021 nahm sie als Spitzenkandidatin des linksgrünen Parteienbündnisses Juntos por el Perú teil.